# Baromfi

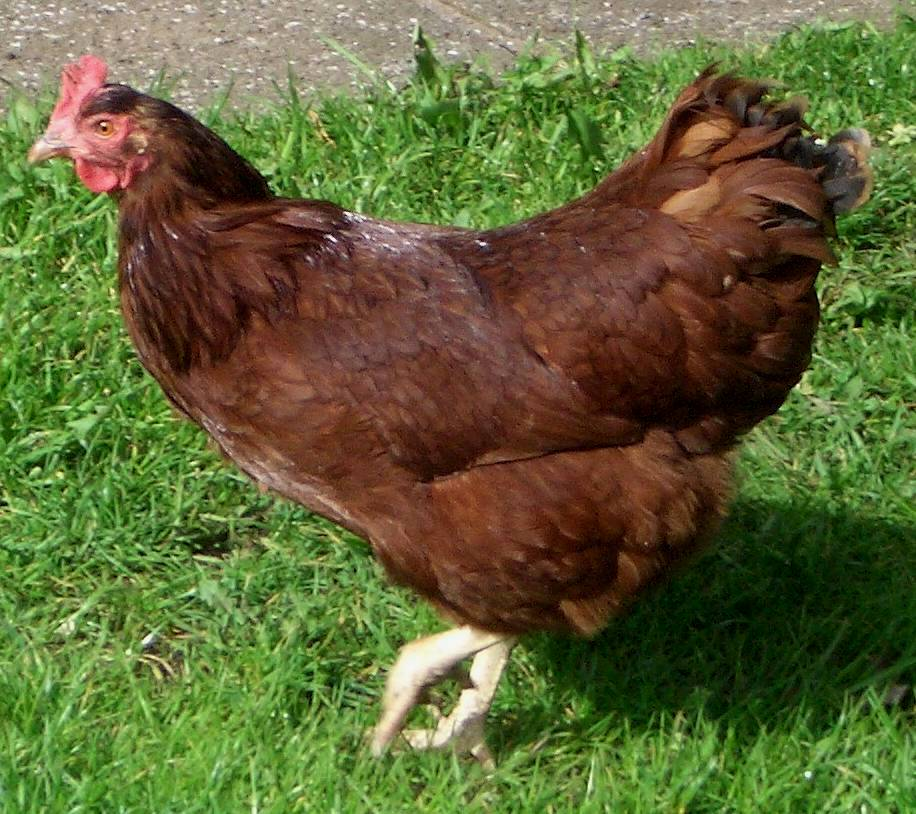
Az egyik leggyakoribb háztáji baromfi, a házi tyúk

A baromfi vagy háztáji szárnyas háziasított madárféléket jelöl, melyeket az emberek a tojásukért, húsukért és tollukért tartanak. Főképp a tyúkalakúak rendjének madarai tartoznak ide, mint a házi tyúk, fürj, a pulyka, gyöngytyúk vagy a lúdalakúak rendjébe tartozó házi lúd és házi kacsa. Ide tartozónak tekintik a házi galambot is, melyet pecsenyegalambnak tartanak. Nem tartoznak ide a vadászott vadmadarak; a fácán azonban kivételnek számít.

## Etimológia
A baromfi szó a szarvasmarha jelentésű barom szavunkból származik, a -fi pedig kicsinyítő képző, azaz szarvasmarhánál kisebb háziállatot jelölt, eleinte kecskét, juhot értettek alatta, mai jelentése csak később alakult ki, akárcsak az aprójószág kifejezés.

## A baromfitartás története
A bankivatyúkot az i.e. 3. évezredben háziasították az Indus környékén. Először csak állatáldozás, valamint kakasviadalok céljából tartottak baromfit az emberek, csak később jöttek rá arra, hogy hasznos, ha állandó élelmiszerforrásként is jelen van. A Földközi-tenger partján az i.e. 2–1. évezredben háziasították a libát, a kacsát, valamint a galambot. A pulyka Amerikából származik, a vikingek hozták először Európába. A magyarok a baromfitartással a türkökön keresztül ismerkedtek meg (tyúk szavunk török eredetű) még a honfoglalás előtt, mely később kiegészült a házi lúddal és a házikacsával. A szomszédos népek is hatással voltak a baromfitartásra Magyarországon, erre utal például, hogy a kakas, galamb illetve gácsér szavunk is szláv eredetű.

## Baromfifélék
| Állat               | Vadon élő őse                         | Házasítás helye/ideje                          | Felhasználása                          | Kép |
| ------------------- | ------------------------------------- | ---------------------------------------------- | -------------------------------------- | --- |
| házi tyúk           | bankivatyúk                           | Délkelet-Ázsia                                 | hús, tojás, toll, díszítés, bőr        |     |
| házi kacsa          | pézsmaréce/tőkés réce                 | többfelé                                       | hús, tojás, toll                       |     |
| emu                 | emu                                   | többfelé, 20. században                        | hús, bőr, olaj                         |     |
| nílusi lúd          | nílusi lúd                            | Egyiptom                                       | hús, tojás, toll, díszítés             |     |
| házi lúd            | nyári lúd/kínai hattyúlúd             | többfelé                                       | hús, tojás, toll                       |     |
| kék páva            | kék páva                              | többfelé                                       | hús, toll, díszítés, tájépítés         |     |
| bütykös hattyú      | bütykös hattyú                        | többfelé                                       | toll, tojás, tájépítés                 |     |
| strucc              | strucc                                | többfelé, 20. században                        | hús, tojás, toll, bőr                  |     |
| fogoly              | vörös fogoly, csukár, fogoly          | Franciaország, Afganisztán, Egyesült Királyság | hús, tojás, toll, házikedvenc          |     |
| kiscsőrű fürjtinamu | kiscsőrű fürjtinamu                   | Dél-Amerika                                    | hús, tojás                             |     |
| házi galamb         | szirti galamb                         | Közel-Kelet                                    | hús, toll, díszítés                    |     |
| fürj                | japán fürj, virginiai fogasfürj, fürj | Japán, Virginia, Európa                        | hús, tojás, toll, házikedvenc          |     |
| házi pulyka         | vadpulyka                             | Mexikó                                         | hús, toll                              |     |
| szalangána          | szalangána                            | Indonézia, Malajzia                            | madárfészek (leveshez)                 |     |
| szürke fogolyfürj   | szürke fogolyfürj                     | Indiai szubkontinens                           | hús, madárviadal, házikedvenc          |     |
| Gyöngytyúk          | sisakos gyöngytyúk                    | Afrika                                         | hús, kártevő-fogyasztás, riasztójelzés |     |
| fácán               | fácán                                 | Eurázsia                                       | hús                                    |     |
| aranyfácán          | aranyfácán                            | Eurázsia                                       | hús, díszítés                          |     |
| nandu               | nandu                                 | többfelé, 20. században                        | hús, bőr, olaj, tojás                  |     |